# The One That I Love
"The One That I Love"("O único que eu amo") foi a canção que representou Malta no Festival Eurovisão da Canção 1998 que se realizou em 9 de maio de 1998, em Birmingham, Reino Unido.
A referida canção foi interpretada em inglês por Chiara. Foi décima canção a ser interpretada na noite do festival, a seguir à canção da Alemanha "Guildo hat euch lieb!", interpretada por Guido Horn e antes da canção da Hungria "A holnap már nem lesz szomorú", cantada por Charlie.Terminou a competição em e.º lugar, tendo recebido um total de 165 pontos, tendo sido até ao momento, a melhor classificação para Malta, melhor ainda que os 123 pontos de  Mary Spiteri em 1992 com  "Little Child", que também se classificou em 3.º lugar. No ano seguinte, em 1999, Malta fez-se representar com a banda Times Three  que interpretou o tema "Believe 'n Peace".

## Autores
- Letrista: Sunny Aquilina
- Compositor: Jason Cassar
- Orquestrador: Nenhum

## Letra
A canção é uma balada, com Chiara dizendo a seu amante o que  ela sente sobre ele. Ela começa por descrever a noite, antes de confessar: "Eu acho que estou apaixonada e você significa muito para mim" e mais tarde a tornar-se mais definida, cantando que "eu estou certa e agora eu sei / Para mim, sim, você é apenas aquele que eu amo".

## Versões
Chiara gravou uma versão em maltês intitulada "Lilek Inħobb": A cantora alemã Melanie Torres fez uma cover desta canção intitulada "Die Eine Fur Mich".